# شوک (افت فشار خون)

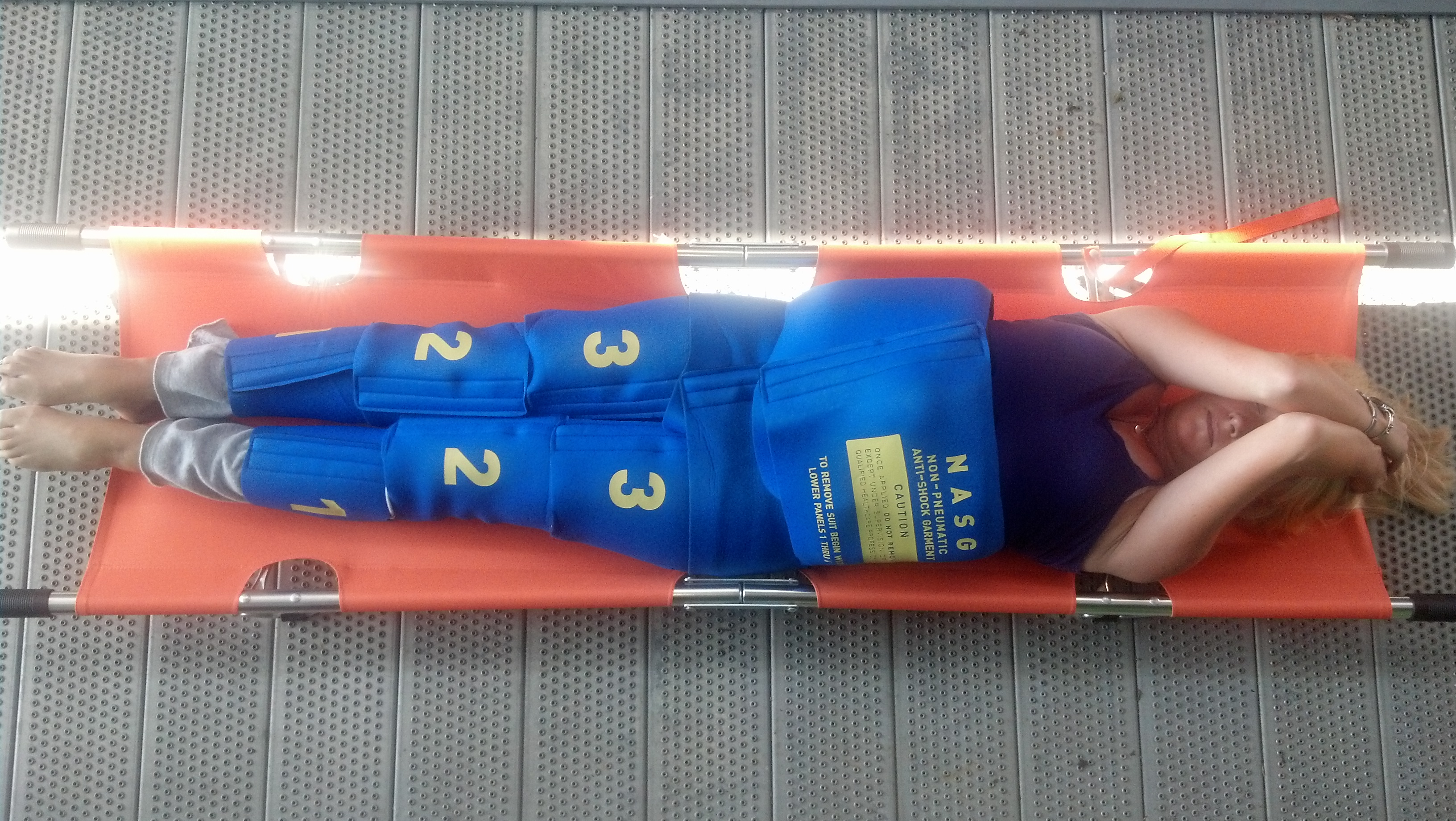
تصویری از یک نمایش بروی بیمار

بُنکوب یا شوک (به فرانسوی: Choque) یک موقعیت تهدیدکننده حیات در پزشکی محسوب شده و حالتی است که به علت افت فشار خون سرخرگی و کم شدن حجم خون و پیامد آن افت اکسیژن در بافتها و وقوع هیپوکسی اتفاق می‌افتد. معمولاً در شوک ما به جز کاهش فشار خون، کاهش هوشیاری و افزایش تعداد ضربان قلب را داریم. در درمان شوک به غیر از درمان عامل ایجاد شوک، باید با افزایش فشار خون به وسیلهٔ تزریق مایعات وریدی (کریستالوئیدها) اقدام نمود. در هنگام شوک یک مکانیسم فیدبک (بازخورد) مثبت اتفاق افتاده و این مکانیسم باعث بدتر شدن تصاعدی در وضع بیمار می‌گردد و اگر زود درمان نشود، عواقب آن حاد و به‌طور مداوم بدتر می‌شود.
شوک وابسته به گردش خون نباید با شوک عصبی (واکنش حاد استرسی) اشتباه گرفته شود.

## انواع شوک
شوک از نظر اتیولوژی (علت‌شناسی) شامل انواع زیر است.
1. شوک هیپوولمیک: کاهش ناگهانی حجم خون مؤثر، به دلیلهایی مانند خونریزی شدید و به‌دنبال آن افت شدید فشار خون عامل این نوع شوک می‌باشد.
2. شوک کاردیوژنیک: ناتوانی قلب در پمپاژ خون به‌علت نارسایی شدید قلبی یا وقوع یک سکته قلبی را شامل می‌گردد.
3. شوک وازوژنیک یا توزیعی: ناشی از توزیع نادرست خون و عدم کفایت تون عروقی می‌باشد. اتساع شدید رگ‌ها باعث کاهش فشارخون و کاهش برگشت وریدی می‌شود.[۴] این نوع شوک می‌تواند به دلایل زیر ایجاد شود:
  1. شوک سپتیک: که با نام شوک اندوتوکسیک و شوک عفونی هم شناخته می‌شود، با ورود باکتری به بدن به ویژه باسیل گرم منفی و پس از ایجادهیپوپرفیوژن است که سپتیسمی اتفاق می‌افتد.
  2. شوک آنافیلاکتیک: واکنش شدید آنافیلاکسی و در پاسخ به یک عامل آلرژیک وارد شده به بدن تعریف می‌گردد.
  3. شوک نوروژنیک: به دلیل اختلال در سیستم عصبی سمپاتیک مثلاً آسیب به طناب نخاعی، تون وازوموتور در رگ‌ها تغییر کرده و به‌دنبال آن افت فشار و شوک ایجاد می‌گردد.